# Early Shapes Split
Early Shapes is het zesde splitalbum van de band Fatso Jetson samen met de band Herba Mate.

## Tracklist
| Nr. | Band         | Titel               | Duur |
| --- | ------------ | ------------------- | ---- |
| A1  | Fatso Jetson | Living All Over You | 5:43 |
| A2  | Fatso Jetson | Long Deep Breath    | 5:40 |
| A3  | Fatso Jetson | Nyquilt             | 8:41 |
| B1  | Herba Mate   | Desert inn I        | 4:01 |
| B2  | Herba Mate   | Dance Dance Dance   | 3:18 |
| B3  | Herba Mate   | Way Down            | 2:36 |
| B4  | Herba Mate   | Desert inn II       | 8:33 |